# (6817) Pest
(6817) Pest ist ein Asteroid des inneren Hauptgürtels, der am 20. Januar 1982 von dem tschechischen Astronomen Antonín Mrkos am Kleť-Observatorium (IAU-Code 046) bei Český Krumlov entdeckt wurde.
Der mittlere Durchmesser von (6817) Pest liegt laut Berechnungen zwischen 4,1 und 4,2 km, die Albedo bei 0,283 (±0,030).
Der Asteroid wurde am 8. Dezember 1998 nach Pest benannt, eine der Städte, aus denen Ungarns Hauptstadt Budapest entstand. Die Ernennung erfolgte zur 125-Jahr-Feier der Gründung Budapests. Erwähnt im Widmungstext der Asteroidenbenennung werden das dortige Universitätsobservatorium sowie das Konkoly-Observatorium.